# Влажни тропици на Куинсланд
Влажните тропици на Куинсланд (на английски: Wet Tropics of Queensland) е обект на световното наследство в Куинсланд, североизточна Австралия.
Обхваща 8935 квадратни километра екваториални гори, разположени на 450 километра по дължината на тихоокеанското крайбрежие. В тях е запазено голямо разнообразие на флората и фауната, както и значителн брой редки и застрашени видове. Защитената територия е важна за биологичните изследвания и заради това, че почти цялата съвременна фауна на Австралия е еволюирала на праконтинента Гондвана в условия, близки до тези в съвременните влажни екваториални гори на Куинсланд.